# Zadrkovec
Zadrkovec je naseljeno mjesto u Republici Hrvatskoj u Zagrebačkoj županiji. 

## Zemljopis
Administrativno je u sastavu grada Svetog Ivana Zeline. Naselje se proteže na površini od 2,39 km². 

## Stanovništvo
Prema popisu stanovništva iz 2001. godine u Zadrkovcu živi 196 stanovnika i to u 55 kućanstava. Gustoća naseljenosti iznosi 82,01 st./km².
| broj stanovnika | 191   | 226   | 259   | 291   | 386   | 459   | 400   | 449   | 391   | 390   | 367   | 269   | 234   | 223   | 196   | 214   | 152   |
|                 | 1857. | 1869. | 1880. | 1890. | 1900. | 1910. | 1921. | 1931. | 1948. | 1953. | 1961. | 1971. | 1981. | 1991. | 2001. | 2011. | 2021. |